# Palpita
Palpita är ett släkte av fjärilar som beskrevs av Jacob Hübner 1808. Enligt Catalogue of Life ingår Palpita i familjen Crambidae, men enligt Dyntaxa är tillhörigheten istället familjen mott.

## Bildgalleri

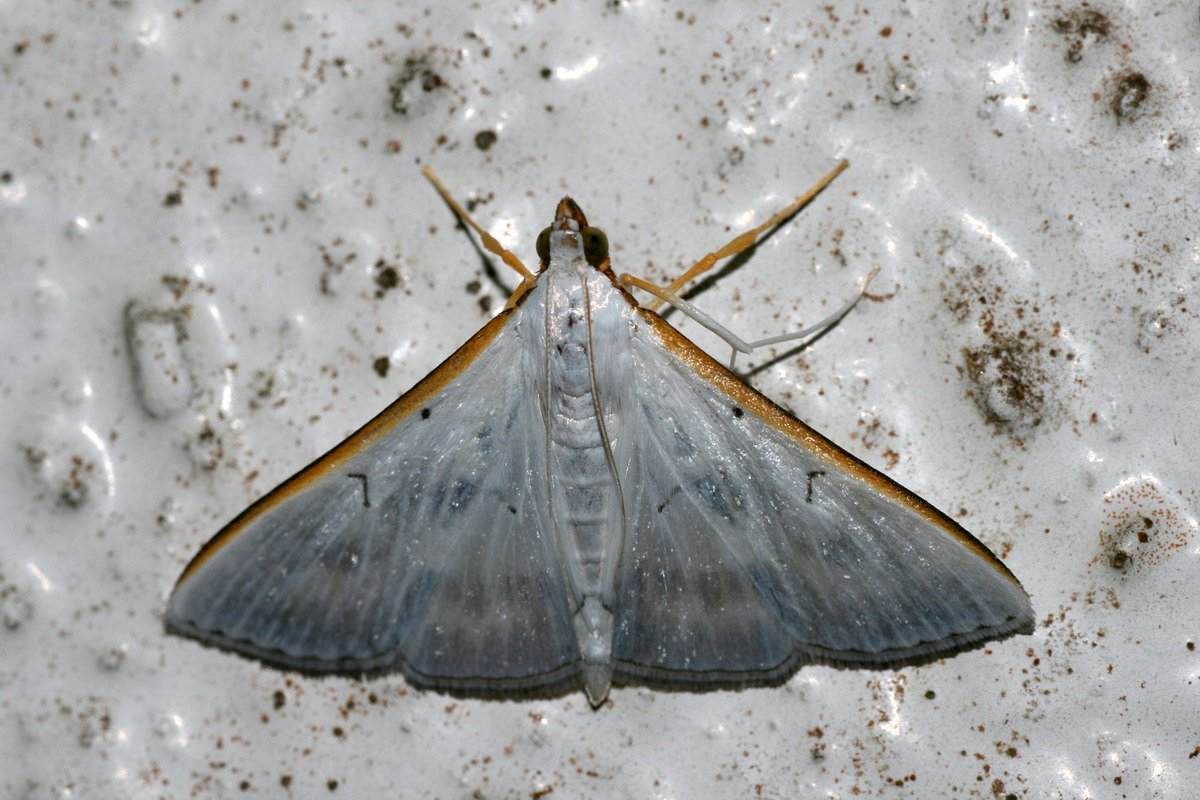

## Dottertaxa tillPalpita, i alfabetisk ordning[1][2]
- Palpita adealis
- Palpita aenescentalis
- Palpita aequorea
- Palpita aethrophanes
- Palpita albidalis
- Palpita anaemicalis
- Palpita angusta
- Palpita annulata
- Palpita annulifer
- Palpita approximalis
- Palpita ardealis
- Palpita argoleuca
- Palpita argyritis
- Palpita arsaltealis
- Palpita asiaticalis
- Palpita atomosalis
- Palpita atrisquamalis
- Palpita aureolina
- Palpita aurocostalis
- Palpita australica
- Palpita austrannulata
- Palpita austrounionalis
- Palpita bicornuta
- Palpita bonjongalis
- Palpita braziliensis
- Palpita cachinalis
- Palpita candicantis
- Palpita candidalis
- Palpita candidata
- Palpita celsalis
- Palpita chalcicraspis
- Palpita cincinnatalis
- Palpita circumfumata
- Palpita claralis
- Palpita contrangusta
- Palpita costata
- Palpita crococosta
- Palpita cupripennalis
- Palpita curiosa
- Palpita curvilinea
- Palpita diehli
- Palpita disjunctalis
- Palpita dispersalis
- Palpita ensiforma
- Palpita eribotalis
- Palpita eribotesalis
- Palpita erythraia
- Palpita euchlorisalis
- Palpita euphaesalis
- Palpita eupilosalis
- Palpita fascialis
- Palpita flegia
- Palpita florensis
- Palpita forficifera
- Palpita fraterna
- Palpita freemanalis
- Palpita gourbeyrensis
- Palpita gracilalis
- Palpita grandifalcata
- Palpita griseofascialis
- Palpita guttulosa
- Palpita hexcornutialis
- Palpita hollowayi
- Palpita hololeuca
- Palpita homalia
- Palpita horakae
- Palpita hyaloptila
- Palpita hypheusalis
- Palpita hypohomalia
- Palpita hypomelas
- Palpita illibalis
- Palpita illustrata
- Palpita imitalis
- Palpita immajorina
- Palpita impunctalis
- Palpita inconspicua
- Palpita indannulata
- Palpita inexpectalis
- Palpita innotata
- Palpita intactalis
- Palpita inusitata
- Palpita irroratalis
- Palpita isoscelalis
- Palpita jairusalis
- Palpita jansei
- Palpita javanica
- Palpita joiceyi
- Palpita junctalis
- Palpita kimballi
- Palpita kiminensis
- Palpita laciniata
- Palpita lanceolata
- Palpita lautopennis
- Palpita lobisignalis
- Palpita longissima
- Palpita luzonica
- Palpita magniferalis
- Palpita majorina
- Palpita margaritacea
- Palpita marginalis
- Palpita masuii
- Palpita melanapicalis
- Palpita metallata
- Palpita micronesica
- Palpita microptera
- Palpita minuscula
- Palpita monomaculalis
- Palpita munroei
- Palpita neomera
- Palpita nigricincta
- Palpita nigricollis
- Palpita nigropunctalis
- Palpita nivea
- Palpita nonfraterna
- Palpita notabilis
- Palpita obsolescens
- Palpita ocellata
- Palpita ocelliferalis
- Palpita ochrocosta
- Palpita pajnii
- Palpita pallescens
- Palpita pallidalis
- Palpita palpifulvata
- Palpita pandurata
- Palpita partialis
- Palpita parvifraterna
- Palpita perlucidalis
- Palpita persicalis
- Palpita persimilis
- Palpita perunionalis
- Palpita phantasmalis
- Palpita phlebitis
- Palpita picticaudalis
- Palpita picticostalis
- Palpita pilosalis
- Palpita postundulata
- Palpita pradolalis
- Palpita pratti
- Palpita pudicalis
- Palpita punctalis
- Palpita quadristigmalis
- Palpita quasiannulata
- Palpita quinquepunctalis
- Palpita rhodocosta
- Palpita roboralis
- Palpita rotundalis
- Palpita sejunctalis
- Palpita semifraterna
- Palpita semimicroptera
- Palpita seminigralis
- Palpita septempunctalis
- Palpita shafferi
- Palpita simplicissima
- Palpita spilogramma
- Palpita spurcalis
- Palpita subillustrata
- Palpita subjectalis
- Palpita submarginalis
- Palpita subterminalis
- Palpita sulfuralis
- Palpita sumatrana
- Palpita syleptalis
- Palpita tenuijuxta
- Palpita transvisalis
- Palpita travossosi
- Palpita trichotarsia
- Palpita trifurcata
- Palpita trilocularis
- Palpita triopis
- Palpita uedai
- Palpita unionalis
- Palpita varii
- Palpita warrenalis
- Palpita viettei
- Palpita villosalis
- Palpita virginalis
- Palpita viriditinctalis
- Palpita vitrealis